# Maçanera
Maçanera (en castellà i oficialment Manzanera) és un municipi de l'Aragó situat al sud de la província de Terol, dins de la Comarca de Gúdar-Javalambre, a la rodalia de la serra de Javalambre, a prop del País Valencià. Gaudeix d'un clima mediterrani continental, amb estius suaus i inverns freds.
Al terme viuen (INE 2007) 543 persones. El municipi està format, a banda de la localitat de Manzanera, per les poblacions de los Cerezos, Alcotas, los Olmos, las Alhambras, el Paraíso Bajo i d'altres barris sense habitants (com ara Torre de Alcotas, Torre de los Peones, Paraíso Alto, o el Paúl), així com nombroses masies disseminades arreu del terme.
L'activitat principal del poble és el turisme durant tot l'any. Els turistes venen, principalment des del País Valencià. Les causes del turisme és la distància amb la ciutat de València, per les festes, pels seus paisatges, la propera estació d'esquí d'Aramón Javalambre o el Balneari del Paraiso, situat prop de Los Cerezos.
Hi nasqué l'arquitecte José Martín de Aldehuela (1720- 1802).
Manzanera està a uns 46 km de Terol i uns 120 km de València, a 10 km de la carretera nacional.